# ارتيوم تيتينكو
ارتيوم تيتينكو (بالأوكرانية: Тетенко Артем Олександрович)‏ (12 فبراير 1991 بستاخانوف في أوكرانيا - ) هو لاعب كرة قدم أوكراني في مركز حراسة المرمى. لعب مع نادي شاختار دونيتسك وFC Shakhtar-3 Donetsk ‏.

## روابط خارجية
- ارتيوم تيتينكو على موقع اتحاد أوكرانيا (الإنجليزية)
- ارتيوم تيتينكو على موقع قاعدة بيانات كرة القدم.إي يو (الإنجليزية)
- ارتيوم تيتينكو على موقع عالم كرة القدم.نت (الإنجليزية)
- ارتيوم تيتينكو على موقع AS.com (الإسبانية)